# Стадион Арно Вал
Стадион Арно Вал (енгл. Arnos Vale Stadium) је игралиште за крикет у Арно Валеу, близу Кингстауна, Ст. Винцент. Вишенаменски терен, део спортског комплекса Арно Вал, налази се поред и западно од игралишта Арно Вал.
Стадион има капацитет да прими 18.000 људи и углавном се користи за фудбалске и крикет утакмице.
То је терен на којем се практикују различити спортови, укључујући фудбал и крикет. Стадион је био домаћин прве међународне утакмице 4. фебруара 1981. Стадион је био домаћин утакмице у крикету између Западне Индије и Енглеске у блиском окршају који су домаћини добили са две серије. То је дом за тим Острва приветрине. Њихов инаугурални пробни меч догодио се 1997. године, када су Западне Индије играле са Шри Ланком нерешено.

## Белешке
1. ↑  Сам спортски комплекс се налази јужно од Аеродрума E. T. Џошуа.